# هارييت فرانك البنت
هارييت فرانك البنت (بالإنجليزية: Harriet Frank, Jr.)‏ هي منتجة أفلام وكاتبة سيناريو أمريكية، (ولدت في بورتلاند في الولايات المتحدة 1923 – 2020 م).

## وصلات خارجية
- هارييت فرانك البنت على موقع IMDb (الإنجليزية)
- هارييت فرانك البنت على موقع ألو سيني (الفرنسية)
- هارييت فرانك البنت على موقع أول موفي (الإنجليزية)
- هارييت فرانك البنت على موقع قاعدة بيانات الأفلام السويدية (السويدية)
- هارييت فرانك البنت على موقع قاعدة بيانات الفيلم (الإنجليزية)
- هارييت فرانك البنت على موقع كينوبويسك (الروسية)